# Sudeterna
Denna artikel avser bergskedjan Sudeterna. För befolkningen, se sudettyskar.
Sudeterna är en bergskedja som ligger i nordöstra delen av Tjeckien i gränsområdet in i Polen. Den är 325 km lång och i dess nordvästra del, som kallas Riesengebirge på tyska och Krkonoše på tjeckiska, finns Schneekoppe (tjeckiska Sněžka) som är Tjeckiens högsta berg med en höjd av 1 602 m. På knappt 1 400 m höjd i Riesengebirge, vid orten Špindlerův Mlýn, ligger källan till floden Elbe. 
Sudeterna är i vidsträckt betydelse namn på hela det bergssystem, som utbreder sig från Elbes sandstensberg till Oders källor på Böhmens nordöstra gräns, dock i denna mening aldrig använt av traktens befolkning, som icke känner något sammanfattande namn på hela bergssystemet, utan blott har namn på dess olika partier. I inskränkt betydelse brukas namnet Sudeterna endast om bergen öster om Riesengebirge.

## Utsträckning
Det omkring 325 km långa, 40-80 km breda bergssystemet har till en del väldiga höjder, men också djupa skärningar, som fördelar bergssystemet i flera enskilda partier, vilka är:
1. Lužické hory (tyska: Lausitzer Gebirge), från Elbes sandstensberg till Lausitzer Neisse, väsentligen bestående av granit och kulminerande i Ještěd (1 013 m.).
2. Jizerbergen, mellan Lausitzer Neisse och Kwisa, av gnejs och glimmerskiffer, med högsta toppen Wysoka Kopa (1 127 m ö.h.);
3. Riesengebirge, till övre Bóbr, med den högsta toppen i hela systemet, Sněžka (1 603 m.), även detta parti bestående nästan uteslutande av granit.
4. Wałbrzychbergen, som består av flera isolerade berggrupper omkring staden Wałbrzych, delvis av vulkaniskt ursprung, av intill 928 m. höjd, samt rikt på stenkol och järnmalm och med många besökta kurorter (Szczawno-Zdrój, Sokołowsko).
5. Ugglebergen (Góry Sowie, tyska: Eulengebirge), en 32 km. lång, 1 000 m. hög gnejskedja med silvermalmgångar, vilken ligger norr om följande partier och parallellt med dem.
6. Stołowebergen (Góry Stołowe, tyska: Heuscheuergebirge), ett smalt sandstensberg, som höjer sig till 920 m;
7. Orlické hory (tyska: Adlergebirge) av granit med toppen Hohe Mense, 1 083 m., genom Erlitz eller Adler, gränsflod mot Böhmen, skilt från den något lägre (978 m.) nordöstra kedjan, Bystrzyckiebergen (Habelschwerdtgebirge).
8. Králický Sněžník (tyska: Glatzer Schneeberg), 1 424 m. högt, av gnejs och glimmerskiffer, avviker alldeles från Sudeternas riktning och går mot nordöst, givande upphov till Neisse, Morava och Divoká Orlice, alltså vattendrag till Oder, Donau och Elbe (Östersjön, Svarta havet och Nordsjön).
9. Rychlebské hory (tyska: Reichensteingebirge) har Sudeternas vanliga riktning mot sydöst som en, på andra sidan Nysa Kłodzkas genombrott, fortsättning av Ugglebergen. De består av glimmerskiffer med inlagrad kalksten, hornblände och serpentin med malmgångar av guldhaltig arsenikkis och silverhaltig blyglans. Högsta toppen är 763 m.
10. Jeseníky (tyska: Gesenke), bestående av Hrubý Jeseník (Altvatergebirge) och Nízký Jeseník (Niederes Gesenke) är Sudeternas sista utlöpare mot sydöst.